# Sportjahr 1910
Liste der Sportjahre

◄◄ | ◄ | 1906 | 1907 | 1908 | 1909 | Sportjahr 1910 | 1911 | 1912 | 1913 | 1914 | ► | ►►

Weitere Ereignisse

## Ereignisse

### Alpinismus
- 8. Juli: Am Berglifelsen am Mönch in den Berner Alpen kommen sieben Bergsteiger ums Leben, als sie von einer Lawine erfasst werden, unter ihnen der „König der Bergführer“ Alexander Burgener und sein Sohn Adolf.

### Badminton
Höhepunkte des Badmintonjahres 1910 waren die All England, die Irish Open, die Scottish Open und die French Open.

#### Internationale Veranstaltungen
| Veranstaltung | Herreneinzel       | Dameneinzel            | Herrendoppel                            | Damendoppel                            | Mixed                                |
| ------------- | ------------------ | ---------------------- | --------------------------------------- | -------------------------------------- | ------------------------------------ |
| All England   | Frank Chesterton   | Meriel Lucas           | Henry Norman Marrett George Alan Thomas | Mary K. Bateman Meriel Lucas           | Guy Sautter Dorothy Cundall          |
| French Open   | George Alan Thomas | Lavinia Clara Radeglia | George Alan Thomas Guy Sautter          | Lavinia Clara Radeglia Mary K. Bateman | George Alan Thomas Mary K. Bateman   |
| Irish Open    | Frank Chesterton   | -                      | Frank Chesterton George Alan Thomas     | Mary K. Bateman Margaret Larminie      | George Alan Thomas Margaret Larminie |
| Scottish Open | George Alan Thomas | -                      | George Alan Thomas Hugh Comyn           | Meriel Lucas George Alan Thomas        | George Alan Thomas G. L. Murray      |

### Boxen
- 4. Juli: James J. Jeffries verliert als Herausforderer in Reno, Nevada, seinen einzigen Boxkampf gegen den regierenden Schwergewichts-Weltmeister Jack Johnson.

### Fußball

#### Internationale Fußballveranstaltungen
- 27. Mai – 12. Juni: Torneo América del Sud - Centenario in Argentinien

#### Nationale Fußball-Meisterschaften

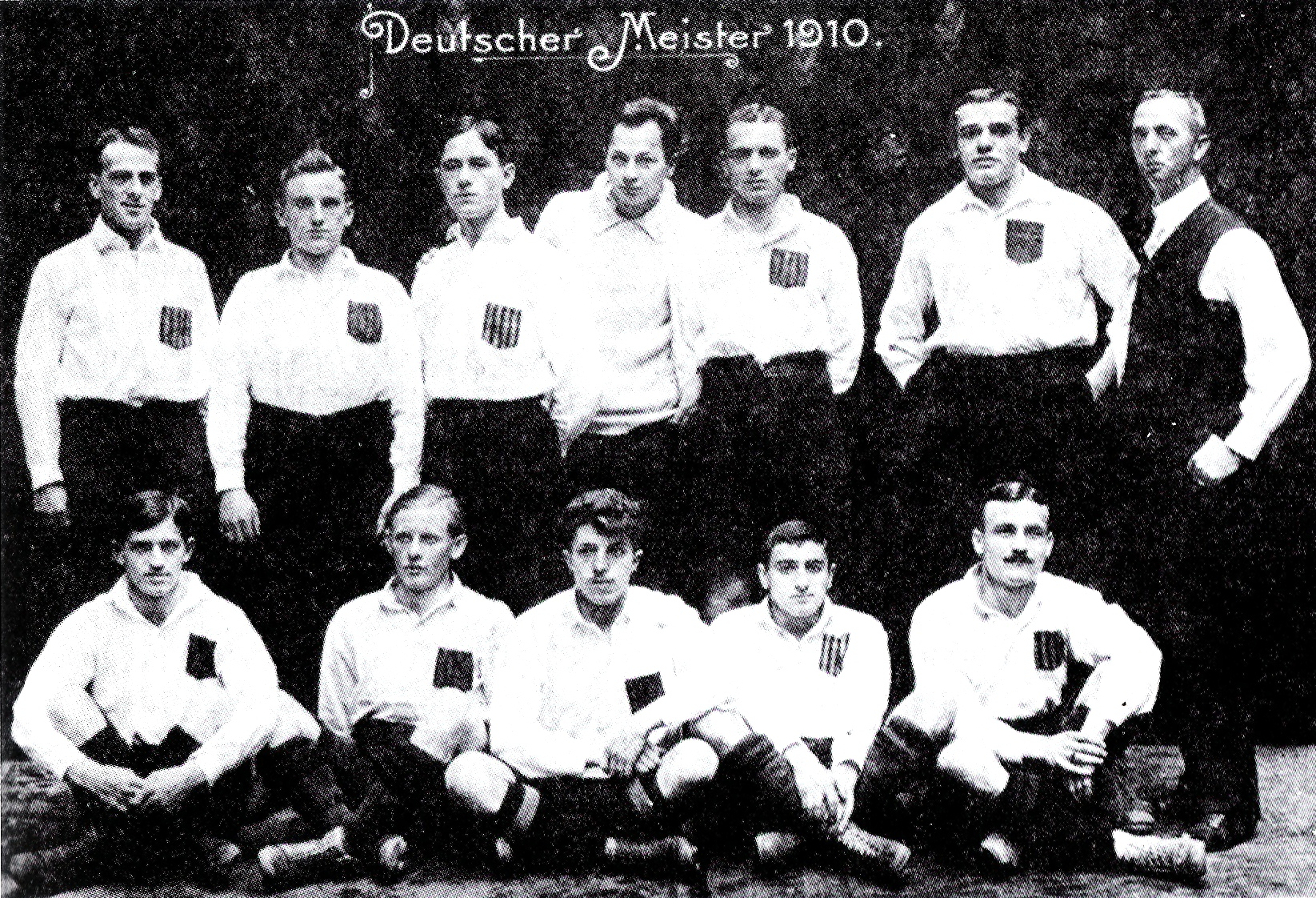
Meistermannschaft des Karlsruher FV

- 15. Mai: Der Karlsruher FV wird Deutscher Fußballmeister 1909/10.
- Die Young Boys Bern werden Schweizer Fussballmeister 1909/10.
- Aston Villa wird Meister der Football League First Division 1909/10 in England.

### Leichtathletik

#### Marathon
- April: Der Kanadier Fred Cameron gewinnt den Boston-Marathon 1910 in 2:28:52 h.

#### Leichtathletik-Weltrekorde
- 7. Mai: Charlotte Hand, Vereinigte Staaten, springt im Dreisprung der Damen in Poughkeepsie 9,00 m.

### Radsport

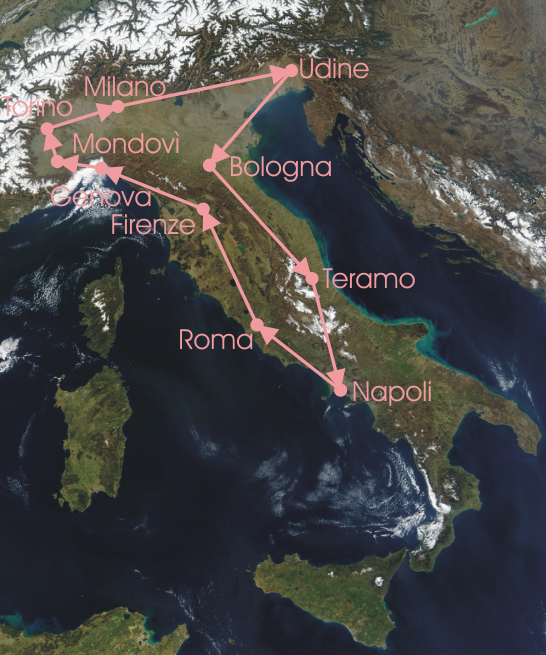
Der Giro 1910

- 18. Mai bis 5. Juni: Giro d’Italia 1910: 10 Etappen, Sieger Carlo Galetti

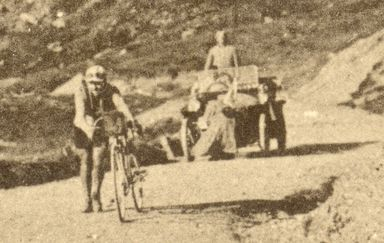
Octave Lapize am Col du Tourmalet

- 3. bis 31. Juli: Tour de France 1910: 15 Etappen, Sieger Octave Lapize, erstmals werden die Pyrenäen überquert und ein Besenwagen kommt zum Einsatz.
- 17./24./25. Juli: UCI-Bahn-Weltmeisterschaften 1910
- 18. September: Deutschland veranstaltet eine eigene Oberweltmeisterschaft im Steherrennen.

- Mit einem einzigen Teilnehmer wird in Lissabon erstmals die Subida à Glória ausgetragen. Pedro José de Moura benötigt für die Strecke die Calçada da Glória hinauf 1:23 Minuten.

### Ringen
- März: Inoffizielle Ringer-Europameisterschaften 1910 in Budapest
- 6. Juni: Ringer-Weltmeisterschaften 1910 in Düsseldorf
- 9. Oktober: Inoffizielle Ringer-Weltmeisterschaften 1910 in Wien

### Rudern
- 23. März: Oxford besiegt Cambridge im Boat Race in 20′14″.

### Rugby
- 1. Januar bis 28. März: Five Nations 1910 der Rugby Union

### Schach
- 7. Januar bis 10. Februar: Schachweltmeisterschaft 1910 (Lasker–Schlechter)
- 8. November bis 8. Dezember: Schachweltmeisterschaft 1910 (Lasker–Janowski)

### Schwimmen

#### Schwimmrekorde

##### Brustschwimmen
- 12. Juni: Ödön Toldi, Österreich-Ungarn, schwimmt die 100 Meter Brust in Budapest in 1:21,8 min.
- 2. Oktober: Walter Bathe, Deutsches Kaiserreich, schwimmt die 100 Meter Brust in Magdeburg in 1:18,4 min.
- 2. Oktober: Félicien Courbet, Belgien, schwimmt die 200 Meter Brust in Schaerbeek in 3:00,8 min.
- 18. Dezember: Walter Bathe, Deutsches Kaiserreich, schwimmt die 100 Meter Brust in Budapest in 1:17,8 min.

##### Freistilschwimmen
- 15. April: Charles Daniels, Vereinigte Staaten, schwimmt die 100 Meter Freistil in New York in 1:02,8 min.
- 9. September: Frank Beaurepaire, Australien, schwimmt die 200 Meter Freistil in Exeter in 2:30,0 min.
- 2. Oktober: C. Guttenstein, Belgien, schwimmt die 100 Meter Freistil der Frauen in Schaerbeek in 01:26,6 min.

##### Rückenschwimmen
- 3. Januar: George Arnold, Deutsches Kaiserreich, schwimmt die 200 Meter Rücken in Magdeburg in 2:59,8 min.
- 2. Oktober: Maurice Wechesser, Belgien, schwimmt die 100 Meter Rücken in Schaerbeek in 1:20,8 min.
- 18. Oktober: Maurice Wechesser, Belgien, schwimmt die 200 Meter Rücken in Schaerbeek in 2:56,4 min.

### Wintersport

#### Eishockey

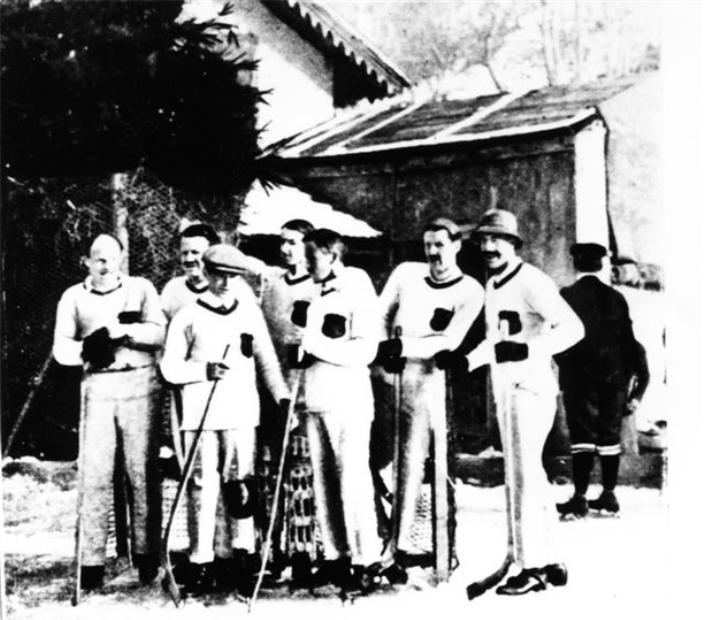
Die siegreiche britische Mannschaft

- Die von der zwei Jahre zuvor gegründeten Ligue internationale de hockey sur glace durchgeführte Eishockey-Europameisterschaft 1910 ist das erste offizielle internationale Eishockey-Turnier für Nationalmannschaften überhaupt. Das EM-Turnier findet vom 10. bis zum 12. Januar in Les Avants bei Montreux in der Schweiz statt. Austragungsort ist ein zugefrorener See vor den Toren der Stadt. Erster Europameister wird Großbritannien.
- Der Berliner Schlittschuhclub gewinnt die erste Berliner Meisterschaft, die erste Eishockeyliga in Deutschland.
- Der Club des Patineurs de Paris gewinnt den zweiten Coupe de Chamonix, an dem nur drei Mannschaften teilnehmen.

#### Eiskunstlauf
- 29./30. Januar: Eiskunstlauf-Weltmeisterschaften 1910 der Herren in Davos in der Schweiz
- 4. Februar: Eiskunstlauf-Weltmeisterschaften 1910 der Damen und Paare in Berlin
- 10./11. Februar: Eiskunstlauf-Europameisterschaft 1910 in Berlin

#### Eisschnelllaufweltrekorde
- 29. Januar: Oscar Mathisen, Norwegen, stellt im 500 Meter Eisschnelllauf in Davos den Weltrekord von Rudolf Gundersen aus dem Jahr 1906 in 0:44;8 min ein.
- 30. Januar: Oscar Mathisen, Norwegen, läuft die 1500 Meter Eisschnelllauf in Davos in 2:20,6 min.
- 31. Januar:  Oscar Mathisen, Norwegen, läuft die 1000 Meter Eisschnelllauf in Davos in 1:31,8 min.

#### Bobsport / Rennrodeln
- 2. Februar: Die Spießbergbahn wird mit einem Bobrennen eingeweiht.
- Das erste Rodelrennen auf einer Kunstbahn wird abgehalten.

### Vereinsgründungen
- 24. Februar: Der schwedische Fußballverein Malmö FF wird gegründet.
- 15. Mai: Der FC St. Pauli wird als Fußballabteilung des Hamburg-St. Pauli Turnverein 1862 gegründet.
- Mai: Der spätere Bobsport-Verein BSC Winterberg wird gegründet.
- 1. Juni: Der Dresdner SV 1910 wird gegründet.
- 1. Juni: Der FC Bayern Hof wird gegründet.
- 1. August: Der Favoritner Athletik-Sport-Club wird ins Vereinsregister eingetragen. Am 21. Dezember wird er in einer Sitzung des Österreichischen Fußballverbandes in den Verband aufgenommen und der 2. Klasse Wien zugeordnet.
- 1. September: Der brasilianische Sport Club Corinthians Paulista wird gegründet.
- 29. Oktober: Der Wiener Amateur-Sportverein wird in einer konstituierenden Generalversammlung unter Vorsitz von Erwin Müller gegründet. Die Aufnahme in den Österreichischen Fußball-Verband erfolgt knapp zwei Wochen später, am 16. November. Ein großer Teil der Gründungsmitglieder sind ehemalige Spieler des Vienna Cricket and Football-Clubs, aus dem sie infolge schwerer persönlicher Differenzen mit der Vereinsleitung ausgetreten sind.
- 5. November: In Polen wird der Fußballverein Widzew Łódź gegründet.
- 20. November: Der portugiesische Fußballverein Vitória Setúbal entsteht.
- Der Wiener Assoziations-Fußballverein wird von ehemaligen Spielern des Wiener AC, unter ihnen Adolf Fischera, Johann Andres, Richard Kohn sowie Karl und Felix Tekusch, gegründet.

### Sonstige
- 23. Februar: Der Serbische Olympische Club wird gegründet.

## Geboren

### Januar
- 01. Januar: Lo Simons, niederländischer Motorradrennfahrer († 1956)
- 04. Januar: Josephine McKim, US-amerikanische Schwimmerin († 1992)
- 04. Januar: Hilde Schrader, deutsche Schwimmerin († 1966)
- 05. Januar: Jack Lovelock, neuseeländischer Mittelstreckenläufer und Olympiasieger († 1949)
- 07. Januar: Frank Lubin, US-amerikanisch-litauischer Basketballspieler († 1999)
- 09. Januar: Tom Evenson, britischer Leichtathlet († 1997)
- 15. Januar: Raymond Bass, US-amerikanischer Turner († 1997)
- 16. Januar: Adalberts Bubenko, lettischer Leichtathlet († 1983)
- 18. Januar: Raymond Petit, französischer Leichtathlet († 1990)
- 20. Januar: Silvio Confortola, italienischer Skilangläufer († 2003)
- 21. Januar: Gianmario Baroni, italienischer Eishockeytorhüter († 1952)
- 21. Januar: Rosa Kellner, deutsche Leichtathletin und Olympiateilnehmerin († 1984)
- 21. Januar: Károly Takács, ungarischer Sportschütze († 1976)
- 24. Januar: Lotte Mühe, deutsche Schwimmerin († 1981)
- 25. Januar: Sixten Johansson, schwedischer Skispringer († 1991)
- 25. Januar: Henri Louveau, französischer Automobilrennfahrer († 1991)
- 27. Januar: Avni Kurgan, türkischer Fußballtorhüter († 1979)
- 28. Januar: Hans Zoschke, deutscher Arbeitersportler, Metallarbeiter, Seemann und Widerstandskämpfer († 1944)

### Februar
- 01. Februar: Kurt Hornfischer, deutscher Ringer († 1958)
- 03. Februar: Stanley Engelhart, britischer Leichtathlet († 1979)
- 05. Februar: Francisco Varallo, argentinischer Fußballspieler († 2010)
- 08. Februar: Raph, französisch-argentinischer Automobilrennfahrer († 1994)
- 09. Februar: Georg Strobl, deutscher Eishockeyspieler († 1991)
- 10. Februar: Nándor Orbán, ungarischer Moderner Fünfkämpfer († 1981)
- 10. Februar: Vittorio Tamagnini, italienischer Boxer († 1981)
- 12. Februar: Gunnar Höckert, finnischer Leichtathlet und Olympiasieger († 1940)
- 17. Februar: Dallas Bixler, amerikanischer Sportler († 1990)
- 17. Februar: Gerd Hornberger, deutscher Leichtathlet († 1988)
- 17. Februar: Ken Moore, kanadischer Eishockeyspieler und -trainer († 1982)
- 19. Februar: Tom Mobraaten, kanadischer Skisportler († 1991)
- 19. Februar: Georges Tapie, französischer Ruderer († 1964)
- 21. Februar: Xaver Hörmann, deutscher Kanute († 1943)
- 21. Februar: Willi Oberbeck, deutscher Radrennfahrer († 1979)
- 21. Februar: Harry Smyth, kanadischer Eisschnellläufer († 1992)
- 24. Februar: Ernst Larsen, dänischer Leichtathlet († 1971)
- 25. Februar: Georges de Bourguignon, belgischer Fechter († 1989)
- 27. Februar: Genrich Moissejewitsch Kasparjan, sowjetischer Schachmeister († 1995)
- 27. Februar: Alois Schnabel, österreichischer Feldhandballspieler († 1982)
- 28. Februar: Duncan Gregg, US-amerikanischer Ruderer († 1989)
- 28. Februar: George Jefferson, US-amerikanischer Leichtathlet († 1996)

### März
- 01. März: Léonce Cretin, französischer Skilangläufer († 1994)
- 02. März: George Kojac, US-amerikanischer Schwimmer († 1996)
- 02. März: Onni Rajasaari, finnischer Leichtathlet († 1994)
- 05. März: András Székely, ungarischer Schwimmer († 1943)
- 06. März: Giancarlo Brusati, italienischer Fechter und Sportfunktionär († 2001)
- 06. März: Rudolf Palme, österreichischer Schachmeister († 2005)
- 07. März: Albert Muylle, belgischer Radrennfahrer († unbekannt)
- 10. März: Rie Briejer, niederländische Leichtathletin († 1999)
- 10. März: Josef Hauser, deutscher Wasserballspieler († 1981)
- 11. März: Arnold Stone, kanadischer Skispringer († 2004)
- 13. März: Gerhard von Düsterlho, deutscher Ruderer († 1973)
- 16. März: Ino Dallagio, italienischer Skispringer und Nordischer Kombinierer († 1999)
- 16. März: Aladár Gerevich, ungarischer Säbelfechter († 1991)
- 19. März: Josef Schleinkofer, deutscher Boxer († 1984)
- 20. März: Erwin Blask, deutscher Leichtathlet († 1999)
- 22. März: Maxwell Deacon, kanadischer Eishockeyspieler († 1970)
- 22. März: Hans Keiter, deutscher Feldhandballspieler († 2005)
- 23. März: Jakob Bender, deutscher Fußballspieler († 1981)
- 23. März: Jerry Cornes, britischer Mittelstreckenläufer († 2001)
- 23. März: Giliante D’Este, italienischer Ruderer († 1996)
- 23. März: Jean-Pierre Muller, luxemburgischer Radrennfahrer († 1948)
- 25. März: James Borland, britischer Eishockeyspieler († 1970)
- 26. März: Alberto Conrad, bolivianischer Schwimmer († unbekannt)
- 27. März: Adolf Freiburghaus, Schweizer Skilangläufer († 1974)
- 28. März: Lucian Büeler, Schweizer Eiskunstläufer († 1952)
- 28. März: Erik Wennberg, schwedischer Leichtathlet († 1982)
- 29. März: Gabriele Salviati, italienischer Leichtathlet († 1987)
- 30. März: Holger Schön, schwedischer Skisportler († 1980)
- 31. März: Hans Nüsslein, deutscher Tennisspieler († 1991)
- 31. März: Roger Pirotte, belgischer Radrennfahrer († unbekannt)

### April
- 01. April: Bob Van Osdel, US-amerikanischer Leichtathlet († 1987)
- 03. April: Kurt Mansfeld, deutscher Motorradrennfahrer († 1984)
- 04. April: Selma Grieme, deutsche Leichtathletin († 1999)
- 06. April: Bernhard Petruschke, deutscher Motorradrennfahrer († 2010)
- 08. April: George Musso, US-amerikanischer American-Football-Spieler († 2000)
- 08. April: Herbert Olofsson, schwedischer Ringer († 1978)
- 08. April: Robert Smuda, deutscher Turner († unbekannt)
- 09. April: Åke Hedvall, schwedischer Leichtathlet († 1969)
- 09. April: Karl Reiniger, Schweizer Leichtathlet († 1995)
- 10. April: Helenio Herrera, argentinischer Fußballtrainer († 1997)
- 12. April: Ernst Rufli, Schweizer Ruderer († 1996)
- 14. April: Antal Benda, ungarischer Handballspieler († 1997)
- 14. April: Walter Pritchard, US-amerikanischer Leichtathlet († 1982)
- 15. April: Sulo Bärlund, finnischer Leichtathlet († 1986)
- 15. April: Miguel Najdorf, argentinischer Schachgroßmeister († 1997)
- 15. April: Miklós Németh, ungarischer Radrennfahrer († unbekannt)
- 17. April: Vladas Mikėnas, litauischer Schachspieler († 1992)
- 18. April: Jean Kugeler, luxemburgischer Kunstturner († 1983)
- 19. April: Mario Checcacci, italienischer Ruderer († 1987)
- 19. April: Magdalon Monsen, norwegischer Fußballspieler († 1953)
- 20. April: Witalis Ludwiczak, polnischer Eishockeyspieler und -trainer und Ruderer († 1988)
- 20. April: Robert Paul, französischer Leichtathlet († 1998)
- 21. April: Josef Herda, tschechoslowakischer Ringer († 1985)
- 23. April: Carlo Orlandi, italienischer Boxer († 1983)
- 25. April: Adolf Metzner, deutscher Leichtathlet und Sportmediziner († 1978)
- 29. April: Erwin Seeler, deutscher Fußballspieler († 1997)
- 29. April: Alda Wilson, kanadische Leichtathletin († 1996)
- 30. April: Herbert Adamski, deutscher Ruderer († 1941)
- 30. April: Kurt Kuhnke, deutscher Rennfahrer, Konstrukteur und Unternehmer († 1969)

### Mai
- 01. Mai: Cliff Battles, US-amerikanischer American-Football-Spieler und -Trainer († 1981)
- 03. Mai: Edwin Salisbury, US-amerikanischer Ruderer († 1986)
- 04. Mai: Matthias Volz, deutscher Gerätturner († 2004)
- 06. Mai: Juan Valdivieso, peruanischer Fußballtorhüter und -trainer († 2007)
- 07. Mai: Otto Andersson, schwedischer Fußballspieler († 1977)
- 07. Mai: Erich Siebert, deutscher Ringer († 1947)
- 10. Mai: Bernard Voorhoof, belgischer Fußballspieler († 1974)
- 16. Mai: Ernst van Aaken, deutscher Sportmediziner und Trainer († 1984)
- 19. Mai: Władysław Szczepaniak, polnischer Fußballspieler († 1979)
- 21. Mai: Nishida Shūhei, japanischer Leichtathlet und Sportfunktionär († 1997)
- 23. Mai: Axel Johannsson, schwedischer Eisschnellläufer († 1983)
- 28. Mai: Guy Moll, algerischer Automobilrennfahrer († 1934)
- 29. Mai: Walter Bastenie, belgischer Eishockeyspieler († 1965)
- 29. Mai: Peter Platzer, österreichischer Fußballspieler († 1959)
- 30. Mai: Ralph Metcalfe, US-amerikanischer Leichtathlet, Olympiasieger und Politiker († 1978)

### Juni
- 01. Juni: Georg Sich, deutscher Turner († 1997)
- 02. Juni: Florence Bell, kanadische Leichtathletin und Olympiasiegerin († 1997)
- 02. Juni: Hector Dyer, US-amerikanischer Leichtathlet († 1990)
- 05. Juni: Johannes Coleman, südafrikanischer Leichtathlet († 1997)
- 05. Juni: Burton Jastram, US-amerikanischer Ruderer († 1995)
- 06. Juni: Fritzi Burger, österreichische Eiskunstläuferin († 1999)
- 06. Juni: Gavino Matta, italienischer Boxer († 1954)
- 13. Juni: Janusz Kalbarczyk, polnischer Eisschnellläufer († 1999)
- 13. Juni: Heinrich Peter, deutscher Hockeyspieler († unbekannt)
- 14. Juni: Carlo Ceresoli, italienischer Fußballspieler und -trainer († 1995)
- 14. Juni: Raymond Murray, US-amerikanischer Eisschnellläufer († 1960)
- 14. Juni: Marcel Pesch, luxemburgischer Radrennfahrer († 1985)
- 15. Juni: László Székely, ungarischer Fußballspieler und -trainer († 1969)
- 17. Juni: John Grimek, US-amerikanischer Gewichtheber († 1998)
- 19. Juni: Sydney Allard, britischer Automobilrennfahrer und Gründer der Allard-Motor-Company († 1966)
- 20. Juni: Richard Parsons, US-amerikanischer Skilangläufer († 1999)
- 22. Juni: Gottfried Hermann, österreichischer Turner († 1976)
- 24. Juni: Francisco Benkö, deutsch-argentinischer Schachspieler († 2010)
- 24. Juni: Francis Nelson, US-amerikanischer Eishockeyspieler († 1973)
- 26. Juni: Munroe Bourne, kanadischer Schwimmer († 1992)
- 29. Juni: Karl Schmid, Schweizer Ruderer († 1998)
- 30. Juni: Karl Koch, deutscher Radrennfahrer († 1944)

### Juli
- 01. Juli: Ulrich Bigalke, deutscher Ingenieur, Automobilrennfahrer, Filmemacher und Jagdflieger († 1940)
- 01. Juli: Glenn Hardin, US-amerikanischer Leichtathlet († 1975)
- 02. Juli: Erich Deuser, Physiotherapeut der deutschen Fußballnationalmannschaft († 1993)
- 02. Juli: Siegfried Schulz, deutscher Leichtathlet († unbekannt)
- 03. Juli: Jean Cosmat, französischer Ruderer († 2010)
- 03. Juli: Géza Wertheim, luxemburgischer Bobsportler, Tennisspieler und -funktionär († 1979)
- 05. Juli: Mario Zucchini, italienischer Eishockeyspieler († 1997)
- 08. Juli: Shipwreck Kelly, US-amerikanischer American-Football-Spieler († 1986)
- 09. Juli: Herbert Berg, deutscher Automobilrennfahrer († 1938)
- 09. Juli: Alfred Jacomis, französischer Skisportler († 2004)
- 09. Juli: Viktor Zsuffka, ungarischer Leichtathlet († 2001)
- 10. Juli: Bud Clark, kanadischer Skisportler und Sportfunktionär († 1975)
- 10. Juli: Edgardo Toetti, italienischer Leichtathlet († 1968)
- 13. Juli: Lien Gisolf, niederländische Leichtathletin († 1993)
- 14. Juli: Paul Chocque, französischer Radrennfahrer († 1949)
- 14. Juli: Luigi De Manincor, italienischer Segler († 1986)
- 15. Juli: Enrique Guaita, argentinisch-italienischer Fußballspieler († 1959)
- 15. Juli: Hilde le Viseur, deutsche Leichtathletin († 1999)
- 15. Juli: Peter Mehringer, US-amerikanischer Ringer und American-Football-Spieler († 1987)
- 17. Juli: Helmut Bonnet, deutscher Zehnkämpfer († 1944)
- 17. Juli: Fritz Neuruhrer, österreichischer Leichtathlet († 1977)
- 21. Juli: Alexander Hurd, kanadischer Eisschnellläufer († 1972)
- 21. Juli: Piero Pasinati, italienischer Fußballspieler und -trainer († 2000)
- 22. Juli: Hubert Sandor Clompe, rumänischer Skispringer († 1995)
- 23. Juli: Karl Adamek, österreichischer Fußballspieler und -trainer († 2000)
- 23. Juli: Ulrich Maag, Schweizer Automobilrennfahrer († 1934)
- 23. Juli: Edgar Nemir, US-amerikanischer Boxer und Ringer († 1969)
- 24. Juli: Dick Barber, US-amerikanischer Leichtathlet († 1983)
- 24. Juli: Heinz Schmalix, deutscher Hockeyspieler († 1975)
- 24. Juli: Erwin Sietas, deutscher Schwimmer und Wasserballspieler († 1989)
- 25. Juli: Jimmy Jackson, US-amerikanischer Automobilrennfahrer († 1984)
- 26. Juli: Emil Schöpflin, deutscher Radrennfahrer († 1999)
- 26. Juli: Gottlieb Weber, Schweizer Radrennfahrer († 1996)
- 27. Juli: Per Fossum, norwegischer Skisportler und Skisportfunktionär († 2004)
- 27. Juli: Jan Langedijk, niederländischer Eisschnellläufer († 1981)
- 28. Juli: Richard Garrard, australischer Ringer († 2003)
- 30. Juli: Fritz Nottbrock, deutscher Leichtathlet und Sportfunktionär († 1997)
- 31. Juli: John Brooks, US-amerikanischer Leichtathlet († 1990)

### August
- 01. August: Henri Mouillefarine, französischer Radrennfahrer († 1994)
- 04. August: William Cooper, US-amerikanischer Segler († 1968)
- 05. August: Nan Gindele, US-amerikanische Leichtathletin († 1992)
- 05. August: Herminio Masantonio, argentinischer Fußballspieler († 1956)
- 10. August: Ishihara Shōzō, japanischer Eisschnellläufer († 1993)
- 11. August: Charles Kieffer, US-amerikanischer Ruderer († 1975)
- 11. August: Hans Mariacher, österreichischer Skispringer und -rennläufer († 1985)
- 11. August: Wilhelm Menne, deutscher Ruderer († 1945)
- 11. August: Richard Moore, US-amerikanischer Segler († 2005)
- 12. August: Georg von Boisman, schwedischer Moderner Fünfkämpfer († 1985)
- 12. August: Paolo Costoli, italienischer Schwimmer und Wasserballspieler († 1966)
- 12. August: Alfred Hartmann, deutscher Motorrad- und Automobilrennfahrer, Motortuner sowie Unternehmer († 2001)
- 12. August: Gustav Lantschner, österreichisch-deutscher Skirennläufer († 2011)
- 13. August: Gerhard Gustmann, deutscher Ruderer († 1992)
- 14. August: Hans Eller, deutscher Ruderer († 1943)
- 14. August: Judy Guinness, britische Fechterin († 1952)
- 14. August: Dante Secchi, italienischer Ruderer († 1981)
- 17. August: Gustaf Koutonen, finnischer Leichtathlet († 1977)
- 17. August: Heinz Werner, deutscher Fußballspieler († 1989)
- 19. August: Rudolf Svedberg, schwedischer Ringer († 1992)
- 21. August: Sebastian Hering, deutscher Ringer († 1978)
- 21. August: Jacques Lebrun, französischer Segler († 1996)
- 22. August: Karl Johan Baadsvik, kanadischer Skisportler († 1995)
- 23. August: Giuseppe Meazza, italienischer Fußballspieler und -trainer († 1979)
- 25. August: Pierre Musy, Schweizer Bobfahrer und Reitsportler († 1990)
- 26. August: Hans Houtzager, niederländischer Leichtathlet († 1993)
- 27. August: Alois Swatosch, österreichischer Boxer und Boxtrainer († unbekannt)
- 29. August: Johann Langmayr, österreichischer Leichtathlet († 1943)
- 29. August: Adelfo Magallanes, peruanischer Fußballspieler und -trainer († 1988)
- 31. August: Edward Luckhaus, polnischer Leichtathlet († 1975)
- 31. August: Petar Trifunović, jugoslawischer Schachmeister († 1980)

### September
- 01. September: Hilda Strike, kanadische Leichtathletin († 1989)
- 02. September: Attilio Bescapè, italienischer Gewichtheber († 1975)
- 02. September: Arnold Hirtz, Schweizer Eishockeytorhüter und -schiedsrichter († 1993)
- 03. September: Charles Thaon, französischer Eisschnellläufer und Sportfunktionär († 2000)
- 07. September: Jack Shea, US-amerikanischer Eisschnellläufer († 2002)
- 07. September: József Várszegi, ungarischer Leichtathlet († 1977)
- 07. September: Lee Wallard, US-amerikanischer Automobilrennfahrer († 1963)
- 08. September: Roop Singh, indischer Hockeyspieler († 1977)
- 09. September: Tonny van Lierop, niederländischer Hockeyspieler († 1982)
- 12. September: Edgar Behr, deutscher Regattasegler († 1985)
- 14. September: Michał Gutowski, polnischer Springreiter und Reitsporttrainer († 2006)
- 15. September: Marion Roper, US-amerikanische Wasserspringerin († 1991)
- 16. September: Karl Kling, deutscher Automobilrennfahrer († 2003)
- 16. September: György Kutasi, ungarischer Wasserballspieler († 1977)
- 18. September: Erling Lindboe, norwegischer Eisschnellläufer und Sportfunktionär († 1973)
- 19. September: Nellie Halstead, britische Leichtathletin und Olympiateilnehmerin († 1991)
- 20. September: Birger Johansson, finnischer Kanute († 1940)
- 21. September: Elden Auker, US-amerikanischer Baseballspieler († 2006)
- 27. September: Ernest Page, britischer Leichtathlet († 1973)
- 28. September: Franz Fuchsberger, österreichischer Fußballspieler († 1992)
- 29. September: Aldo Donati, italienischer Fußballspieler († 1984)

### Oktober
- 01. Oktober: Lúcio de Castro, brasilianischer Leichtathlet († 2004)
- 01. Oktober: Attilio Pavesi, italienischer Radrennfahrer († 2011)
- 01. Oktober: Andries du Plessis, südafrikanischer Leichtathlet († 1979)
- 02. Oktober: Henry Nielsen, dänischer Leichtathlet († 1958)
- 02. Oktober: Aldo Olivieri, italienischer Fußballspieler und -trainer († 2001)
- 03. Oktober: William D’Amico, US-amerikanischer Bobfahrer († 1984)
- 03. Oktober: Edwin Hartmann, österreichischer Skisportler († 1996)
- 04. Oktober: Frank Booth, US-amerikanischer Schwimmer († 1980)
- 04. Oktober: Rudolf Werlich, deutscher Bobfahrer († unbekannt)
- 08. Oktober: Heinrich Hiltl, österreichischer und französischer Fußballspieler und Trainer († 1982)
- 08. Oktober: Ray Lewis, kanadischer Leichtathlet († 2003)
- 08. Oktober: Wacław Starzyński, polnischer Radrennfahrer († 1976)
- 08. Oktober: Travis „Spider“ Webb, US-amerikanischer Automobilrennfahrer († 1990)
- 09. Oktober: Ernst Hufschmid, Schweizer Handballspieler († unbekannt)
- 10. Oktober: Emilio Salafia, italienischer Fechter († 1969)
- 12. Oktober: Grant McDougall, US-amerikanischer Leichtathlet († 1958)
- 12. Oktober: Margot Moles, spanische Leichtathletin, Skirennläuferin und Schwimmerin († 1987)
- 13. Oktober: Magnar Isaksen, norwegischer Fußballspieler († 1879)
- 13. Oktober: Freddie Wolff, britischer Leichtathlet († 1988)
- 14. Oktober: John Wooden, US-amerikanischer Basketballspieler und -trainer († 2010)
- 15. Oktober: Jean Thompson, kanadische Leichtathletin († 1976)
- 16. Oktober: Malcolm Metcalf, US-amerikanischer Leichtathlet († 1993)
- 18. Oktober: Theodor Hüllinghoff, deutscher Ruderer († unbekannt)
- 18. Oktober: Fritzi Löwy, österreichische Schwimmerin († 1994)
- 20. Oktober: Kenneth Churchill, US-amerikanischer Leichtathlet († 1980)
- 21. Oktober: Pierre Lorin, französischer Eishockeyspieler († 1970)
- 23. Oktober: Sven Höglund, schwedischer Radrennfahrer († 1995)
- 23. Oktober: Ernst Hug, Schweizer Eishockeyspieler und -schiedsrichter († 1979)
- 23. Oktober: Otto Weckerling, deutscher Radrennfahrer und -funktionär († 1977)
- 25. Oktober: Wilhelm Brinkmann, deutscher Feldhandballspieler († 1991)
- 28. Oktober: Marie Dollinger, deutsche Leichtathletin († 1994)
- 30. Oktober: Hans Raff, deutscher Leichtathlet († 1990)
- 31. Oktober: Frank Handley, britischer Leichtathlet († 1985)

### November
- 01. November: Franz Elbern, deutscher Fußballspieler († 2002)
- 01. November: Severino Menardi, italienischer Skisportler († 1978)
- 01. November: Ilse Meudtner, deutsche Wasserspringerin († 1990)
- 02. November: Heriberto Anguiano, mexikanischer Moderner Fünfkämpfer († unbekannt)
- 02. November: Wayland Becker, US-amerikanischer American-Football-Spieler († 1994)
- 02. November: John Powell, britischer Leichtathlet († 1982)
- 04. November: Ferenc Pelvássy, ungarischer Radrennfahrer († 1980)
- 05. November: Walter Reisp, österreichischer Feldhandballspieler († 1993)
- 06. November: Willy Rasmussen, dänischer Leichtathlet († 1958)
- 07. November: Teodor Peterek, polnischer Fußballspieler und -trainer († 1969)
- 08. November: Austin Clapp, US-amerikanischer Schwimmer und Wasserballspieler († 1971)
- 09. November: László Hídvéghy, ungarischer Eisschnellläufer († 1989)
- 09. November: Georg „Schorsch“ Meier, deutscher Motorrad- und Automobilrennfahrer († 1999)
- 10. November: Carl Springer, US-amerikanischer Eisschnellläufer († 1980)
- 10. November: Gustav Sule, estnischer Leichtathlet († 1942)
- 13. November: Willi Heyn, deutscher Leichtathlet († 1977)
- 13. November: Stanislaus Kobierski, deutscher Fußballspieler († 1972)
- 18. November: Zahir Shah al-Zadah, afghanischer Hockeyspieler († unbekannt)
- 19. November: David Dunlap, US-amerikanischer Ruderer († 1994)
- 22. November: William Boddington, US-amerikanischer Hockeyspieler († 1996)
- 23. November: Alois Kuhn, deutscher Eishockeyspieler († 1996)
- 23. November: Aldo Montano, italienischer Fechter († 1996)
- 26. November: Aileen Meagher, kanadische Leichtathletin und Olympiateilnehmerin († 1987)
- 29. November: Albert Bach, österreichischer Skisportler († 2003)
- 29. November: August Lenz, deutscher Fußballspieler († 1988)

### Dezember
- 02. Dezember: Taisto Mäki, finnischer Langstreckenläufer († 1979)
- 02. Dezember: František Šimůnek, tschechoslowakischer Skisportler († 1989)
- 03. Dezember: Hakkı Yeten, türkischer Fußballspieler, -trainer und -funktionär († 1989)
- 05. Dezember: Elio Ragni, italienischer Leichtathlet († 1998)
- 07. Dezember: Duncan McNaughton, kanadischer Leichtathlet († 1998)
- 11. Dezember: Albino Milani, italienischer Motorradrennfahrer († 2001)
- 12. Dezember: Friedrich Gerdes, deutscher Leichtathlet († 1960)
- 12. Dezember: Henning Larsen, dänischer Leichtathlet († 2011)
- 13. Dezember: Giovanni Kasebacher, italienisch-deutscher Skilangläufer († 1987)
- 13. Dezember: Mieczysław Kasprzycki, polnischer Eishockeyspieler und -trainer († 2001)
- 18. Dezember: Wilhelm Rothmayer, österreichischer Leichtathlet († 1985)
- 19. Dezember: Hermann Betschart, Schweizer Ruderer († 1950)
- 19. Dezember: Carlos Bianchi, argentinischer Leichtathlet († 1935)
- 19. Dezember: Jane Manske, US-amerikanische Schwimmerin und Wasserspringerin († 1989)
- 20. Dezember: Helene Mayer, deutsch-US-amerikanische Fechterin und Olympiasiegerin († 1953)
- 20. Dezember: Fritz Stolze, deutscher Wasserballspieler († 1972)
- 24. Dezember: Ellen Braumüller, deutsche Leichtathletin († 1992)
- 28. Dezember: Ross Flood, US-amerikanischer Ringer († 1995)
- 28. Dezember: Tom Hupke, US-amerikanischer American-Football-Spieler († 1959)
- 29. Dezember: Walter Bowden, US-amerikanischer Handballspieler († 2001)

### Datum unbekannt
- Sergo Iskanderowitsch Ambarzumjan, sowjetischer Gewichtheber († 1983)
- Cesare Chiogna, Schweizer Skispringer und Nordischer Kombinierer († 1978)
- René Le Grevès, französischer Radsportler († 1946)
- Taniguchi Kinzō, japanischer Skilangläufer († unbekannt)
- Jean Van Der Wouwer, belgischer Eishockeyspieler († unbekannt)
- John White, britischer Motorradrennfahrer († unbekannt)

## Gestorben

### Todesdatum gesichert
- 9. Januar: Nathaniel Moore, US-amerikanischer Golfspieler (* 1884)
- 8. April: Georges de la Falaise, französischer Fechter (* 1866)
- 16. April: Léon Susse, französischer Segler (* 1844)

- 18. Juni: Thaddäus Robl, deutscher Radrennfahrer (* 1877)
- 8. Juli: Alexander Burgener, Schweizer Bergführer, Erstbesteiger zahlreicher Gipfel und Erstbegeher neuer Routen in den Alpen und im Kaukasus (* 1845)
- 10. August: Joe Gans, US-amerikanischer Boxer (* 1874)

- 16. September: Giosuè Giuppone, italienischer Bahnradsportler, Motorrad- sowie Automobilrennfahrer und Weltrekordler (* 1878)
- 19. September: Paul Lotsij, niederländischer Ruderer (* 1880)

- 10. Oktober: Joseph Ravannack, US-amerikanischer Ruderer (* 1878)
- 25. Oktober: Adolf Schwarz, österreich-ungarischer Schachmeister (* 1836)

- 2. November: Gustav Casmir, deutscher Fechter (* 1872)
- 21. November: Albert Nasse, US-amerikanischer Ruderer (* 1878)
- 29. Dezember: Reginald Doherty, englischer Tennisspieler (* 1872)

### Genaues Todesdatum unbekannt
- Carlo Maserati, italienischer Ingenieur, Motorrad- und Automobilrennfahrer (* 1881)
- Huo Yuanjia, chinesischer Wushu Meister und Gründer des Jing Wu Sportverbands (* um 1867)